# 유럽인
유럽인(-人)은 유럽에 거주하는 사람들을 지칭한다.
유럽인은 유럽 국가에 거주하는 다양한 인종 그룹과 관련된 인류학 분야 인 유럽 민족학의 중심이다. 이 그룹은 공통 유전 조상, 공통 언어 또는 둘 다에 의해 정의될 수 있다. 팬(Pan)과 페일(Pfeil, 2004)은 87가지의 뚜렷한 "유럽 민족"을 구분하며, 그 중 33개는 적어도 하나의 주권 국가에서 다수 인구를 형성하고 나머지 54개는 소수 민족을 구성한다. 유럽의 전체 소수 민족 인구는 1억 5백만 명으로 추산되며, 이는 7억 7천만 유럽인의 14%이다. 러시아인은 인구가 약 1억 2천만 명으로 유럽인 중에서 가장 인구가 많다. "민족 그룹"과 "국적"이라는 용어에 대해 보편적으로 인정되고 정확한 정의는 없다. 특히 유럽 민족지학의 맥락에서 인종 집단, 민족, 민족, 민족 언어 집단이라는 용어는 대부분 동의어로 사용되지만 유럽의 개별 국가에 특정한 상황에 따라 선호도가 다를 수 있다.

## 같이 보기
- 유럽계 미국인